# Нано Ґанеш
Нано Ґанеш (англ. Nano Ganesh) — набір устаткування та програмних засобів для контролю фермерами іригаційних насосів на віддаленних ділянках за допомогою стільникових телефонів. Програма була написана компанією Ossian Agro Automation у місті Пуне, Індія. Вона працює на телефонах компанії Tata Teleservices. Автором ідеї є Сантош Оствал, працівник компанії та син фермера, що запропонував її в 1996 році.
Станом на середину 2009 року, методика прийшла успішні випробування в окрузі Ананд штату Гуджарат, окрім того, близько 5 тис. фермерів у штаті Махараштра почали використання методику з 2008 року.
У деяких районах Індії фермери змушені проходити кілька кілометрів для того, щоб увімкнути поливні насоси на своїх полях. При цьому в Індії часті перебої з постачанням електроенергії, через що часто фермери навіть не знають, скільки часу працював насос. Нано Ґанеш дозволяє їм віддалено перевірити стан насосу та увімкнути або вимкнути його у разі потреби, все за допомогою телефону. Таким чином, методика допомагає фермерам ефективніше керувати іригацією та економити час на переходи. Крім того, їм не потрібно прокидатися посеред ночі, у найкращий час, коли доступна електрика. Часто для цієї роботи потрібно було навіть наймати окремих робітників.
Методика вимагає використання телефону Tata Indicom та мобільного модему, який прикріпляється до автоматичного вмикача на насосі. Прилад може бути встановлений на будь-який електричний насос. Телефон посилає на модем код для перевірки його стану, про який отримує інформацію у вигляді звуку різної тональності. Інші коди дозволяють вимкнути або ввімкнути насос. Tata Teleservices планує розповсюдити  цей сервіс на всю територію Індії,  розраховуючи на використання на понад 14 млн насосів. Разом із модемом  пропонується  устаткування «Нано Ґанеш Хануман» (Nano Ganesh Hanuman), здатне попереджати власника про спроби вкрасти модем, кабель або сам насос.
Методика отримала гран-прі в категорії країн, що розвиваються, фонду Nokia Calling All Innovators, як мобільна програма, здатна покращити якість життя.

## Ресурси Інтернету
- Офіційний сайт Nano Ganesh
- Лауреати призу Nokia Calling All Innovators